# Albert Henderson
Albert Henderson (Ontário, 29 de agosto de 1881 - 20 de agosto de 1947) foi um futebolista canadense, campeão olímpico.
Albert Henderson competiu nos Jogos Olímpicos de Verão de 1904 em St Louis. Ele ganhou a medalha de ouro como membro do Galt F.C., que representou o Canadá nos Jogos.